# Hexisopus lanatus
Hexisopus lanatus är en spindeldjursart som först beskrevs av Carl Ludwig Koch 1842.  Hexisopus lanatus ingår i släktet Hexisopus och familjen Hexisopodidae. Inga underarter finns listade i Catalogue of Life.